# Elbaue Jerichow
Elbaue Jerichow este o arie protejată (arie de protecție specială avifaunistică — SPA) din Germania întinsă pe o suprafață de 13.427 ha, integral pe uscat.

## Localizare
Centrul sitului Elbaue Jerichow este situat la coordonatele 52°33′26″N 11°59′29″E / 52.5572°N 11.9914°E.

## Înființare
Situl Elbaue Jerichow a fost declarat arie de protecție specială avifaunistică în octombrie 2000 pentru a proteja 108 specii de animale.

## Biodiversitate
Situată în ecoregiunea continentală, aria protejată nu include niciun habitat protejat.
La baza desemnării sitului se află mai multe specii protejate de  păsări (108): lăcar mare (Acrocephalus arundinaceus), lăcar-de-rogoz (Acrocephalus schoenobaenus), fluierar de munte (Actitis hypoleucos), pescăruș albastru (Alcedo atthis), rață sulițar (Anas acuta), rață lingurar (Anas clypeata), rață mică (Anas crecca crecca), rață fluierătoare (Anas penelope), Anas platyrhynchos platyrhynchos, rață cârâitoare (Anas querquedula), Anas strepera strepera, Anser albifrons albifrons, gâscă cenușie (Anser anser), gâscă cu cioc scurt (Anser brachyrhynchus), gârliță mică (Anser erythropus), gâscă de semănătură (Anser fabalis), fâsă-de-câmp (Anthus campestris), fâsă de luncă (Anthus pratensis), acvilă țipătoare mică (Aquila pomarina), Ardea cinerea cinerea, ciuf de câmp (Asio flammeus), rață-cu-cap-castaniu (Aythya ferina), rața moțată (Aythya fuligula), rață roșie (Aythya nyroca), buhai de baltă (Botaurus stellaris stellaris), Branta leucopsis, gâsca cu piept roșu (Branta ruficollis), Bucephala clangula, șorecarul comun (Buteo buteo), șorecar încălțat (Buteo lagopus), Calidris alba, fugaci de țărm (Calidris alpina), fugaci mic (Calidris minuta), fugaci pitic (Calidris temminckii), chirichița cu obraz alb (Chlidonias hybrida), chirighiță neagră (Chlidonias niger), barză albă (Ciconia ciconia ciconia), barză neagră (Ciconia nigra), erete de stuf (Circus aeruginosus), erete vânăt (Circus cyaneus), erete cenușiu (Circus pygargus), cristeiul de câmp (Crex crex), Cygnus columbianus bewickii, lebădă de iarnă (Cygnus cygnus), lebădă de vară (Cygnus olor), ciocănitoarea de stejar (Dendrocopos medius), ciocănitoare neagră (Dryocopus martius), egretă albă (Egretta alba), presură de grădină (Emberiza hortulana), șoim de iarnă (Falco columbarius), Falco peregrinus peregrinus, șoimul rândunelelor (Falco subbuteo), Fulica atra atra, becațină comună (Gallinago gallinago), Gavia arctica arctica, cufundar mic (Gavia stellata), Grus grus grus, scoicar (Haematopus ostralegus), codalb (Haliaeetus albicilla), Ixobrychus minutus minutus, capîntortură (Jynx torquilla), sfrâncioc roșiatic (Lanius collurio), sfrâncioc mare (Lanius excubitor excubitor), Larus argentatus, pescăruș sur (Larus canus), pescăruș-cu-cap-negru (Larus melanocephalus), Larus michahellis, pescăruș râzător (Larus ridibundus), sitar de mal nordic (Limosa lapponica), Limosa limosa limosa, grelușel-de-zăvoi (Locustella luscinioides), ciocârlie de pădure (Lullula arborea), Luscinia svecica cyanecula, becațină mică (Lymnocryptes minimus), ferestraș mic (Mergus albellus), Mergus merganser merganser, Mergus serrator, gaia neagră (Milvus migrans), gaia roșie (Milvus milvus), rață cu ciuf (Netta rufina), Numenius arquata arquata, Nycticorax nycticorax nycticorax, vultur pescar (Pandion haliaetus), viespar (Pernis apivorus), cormoran mare (Phalacrocorax carbo carbo), bătăuș (Philomachus pugnax), ciocănitoare verzuie (Picus canus), Platalea leucorodia leucorodia, ploier auriu (Pluvialis apricaria), Podiceps auritus auritus, Podiceps cristatus cristatus, Podiceps grisegena grisegena, Porzana parva parva, cresteț pestriț (Porzana porzana), pițigoi-pungar (Remiz pendulinus), mărăcinar (Saxicola rubetra), pescăriță mare (Sterna caspia caspia), chiră de baltă (Sterna hirundo), silvie porumbacă (Sylvia nisoria), Tachybaptus ruficollis ruficollis, călifar alb (Tadorna tadorna), fluierar negru (Tringa erythropus), fluierar de mlaștină (Tringa glareola), fluierar cu picioare verzi (Tringa nebularia), fluierarul de zăvoi (Tringa ochropus), fluierarul cu picioare roșii (Tringa totanus), pupăză (Upupa epops), nagâț (Vanellus vanellus).
Pe lângă speciile protejate, pe teritoriul sitului au mai fost identificate 2 specii de păsări.